# Gvidas Gineitis
Gvidas Gineitis, né le 15 avril 2004 à Mažeikiai, est un footballeur international lituanien qui évolue au poste de milieu de terrain au Torino FC.

## Biographie

### Carrière en club
Né à Mažeikiai en Lituanie, Gvidas Gineitis est formé dans son pays, avant d'arriver en Italie, où il passe par la SPAL puis par le Torino FC, où il commence sa carrière professionnelle. Il joue son premier match avec l'équipe première du club le 3 septembre 2021,,.

### Carrière en sélection
En novembre 2022, Gvidas Gineitis est convoqué pour la première fois avec l'équipe nationale de Lituanie,. Il honore sa première sélection le 16 novembre 2022 contre l'Islande.